# Vauchelles-lès-Domart
Vauchelles-lès-Domart è un comune francese di 132 abitanti situato nel dipartimento della Somme nella regione dell'Alta Francia.

## Società

### Evoluzione demografica
Abitanti censiti